# 과산화 바륨
과산화바륨(영어: barium peroxide)은 화학식 BaO2의 무기 화합물이다. 이 백색 고체(불순물일 때에는 회색)는 가장 일반적인 무기 과산화물 중 하나이며 최초로 발견된 과산화물이다. 산화제이며 분화 시 밝은 녹색을 보이기 때문에 불꽃놀이에 일부 사용되며 역사적으로 과산화 수소의 선구자적 물질로 사용되었다.

## 같이 보기
- 산화 바륨